# Kristína
Kristína Peláková (ur. 20 sierpnia 1987 w Svidníku) – słowacka piosenkarka wykonująca muzykę popową, reprezentantka Słowacji w 55. Konkursie Piosenki Eurowizji w 2010 roku.
W 2013 roku słowackie media ochrzciły artystkę mianem „słowackiej księżniczki pop”.
W 2015 roku zagrała w filmowej baśni Sekret Johanki oraz w komedii kryminalnej Život je život.

## Kariera muzyczna
Jej debiutancki album Ešte váham został wydany w 2008 roku. Płytę promował debiutancki singiel piosenkarki „Vráť mi tie hviezdy” oraz utwór „Som tvoja”, na którym zaśpiewała z raperem Opakiem.
27 lutego 2010 roku wygrała krajowe selekcje eurowizyjne z utworem „Horehronie”, dzięki czemu została reprezentantką Słowacji w 55. Konkursie Piosenki Eurowizji. 25 maja wystąpiła w pierwszym półfinale widowiska i zajęła w nim szesnaste miejsce, nie kwalifikując się do finału. 18 października tego samego roku za pośrednictwem wytwórni Universal Music Group ukazał się drugi studyjny album zatytułowany V sieti ťa mám, który zadebiutował na 17. pozycji czeskiej listy najczęściej kupowanych albumów. Do singli „Tak si pustím svoj song”, „V sieti ťa mám” i „Pri oltári” zostały nakręcone teledyski. W ramach promocji płyty piosenkarka wyruszyła w trasę koncertową, w trakcie której zagrała koncerty w Czechach, Norwegii oraz Serbii.
2 lutego 2012 premierę miał jej nowy singiel „Ovoňaj ma ako ružu”, który zapowiadał nowy album piosenkarki. 30 marca ukazał się kolejny singiel – „Jabĺčko”, do którego teledysk miał swoją premierę 10 kwietnia. Trzecią piosenką promującą album zatytułowany Na slnečnej strane sveta został utwór „Viem lebo viem” utrzymany w stylu reggae.
Płyta „Na slnečnej strane sveta” zadebiutowała na czwartym miejscu na liście najczęściej kupowanych albumów w Czechach. 25 października piosenkarka wyruszyła w trasę koncertową Horehronie Tour 2012. Przez cały rok łącznie zagrała 107 koncertów w Czechach i na Słowacji.
7 kwietnia 2013 roku odbyła się premiera piosenki „Život je vždy fajn”, której producentem był studiujący na Oxfordzie czeski producent JAY BECK. 28 czerwca "Odpúšťam" został wybrany na kolejny singiel promujący płytę Na slnečnej strane sveta. 5 sierpnia ukazał się singiel Sqeepo’a „Flash” w którym gościnnie wystąpiła Kristína. Utwór znalazł się na wydanej 5 sierpnia EP-ce pt. Flash – EP, na której pojawiła się także wersja akustyczna utworu „Flash”.
26 sierpnia odbyła się premiera singla „Rozchodový Reggaeton”, który zapowiadał pierwszą składankę największych przebojów piosenkarki. Teledysk do singla „Rozchodový Reggaeton” nagrywany był w Czechach i Holandii. Premiera albumu odbyła się 22 października 2013 roku na stronie Cas.sk. Przez cały 2013 rok Kristína zagrała 117 koncertów w Czechach i na Słowacji.
5 stycznia 2014 roku piosenkarka opublikowała swój nowy singiel – "Letím v duši", zaś 8 kwietnia wydała kolejny singiel – "Obyčajná žena". 7 września odbyła się premiera teledysku do singla "Navždy", który był nagrywany Czechach i Słowacji. 3 listopada odbyła się premiera kompilacji Tie naj, na której znalazły się największe przeboje piosenkarki pochodzące z jej trzech pierwszych płyt studyjnych. Płyta zadebiutowała na 33. miejscu listy bestsellerów w Czechach.
W czerwcu 2017 roku wydała album "Mat' srdce" z którego pochodziły m.in. single “Si pre mna best” i “Laska bombova”. W marcu 2020 r. wydała album “Snívanky” z piosenkami dla dzieci.

## Życie prywatne
W 2016 w Koszycach poślubiła swojego długoletniego partnera Mariána Kavuliča.

## Dyskografia

### Albumy studyjne
| Rok  | Tytuł                                                                           | Najwyższe miejsce | Najwyższe miejsce | Certyfikat | Sprzedaż     |
| Rok  | Tytuł                                                                           | SK                | CZ                | Certyfikat | Sprzedaż     |
| ---- | ------------------------------------------------------------------------------- | ----------------- | ----------------- | ---------- | ------------ |
| 2008 | Ešte váham - Data wydania: 7 listopada 2008 - Wytwórnia: H.o.M.E                | –                 | –                 | 2x Platyna | 12.000       |
| 2010 | V sieti ťa mám - Data wydania: 18 października 2010 - Wytwórnia: Universal      | 17                | 17                | Platyna    | 6.000 12.000 |
| 2012 | Na slnečnej strane sveta - Data wydania: 25 czerwca 2012 - Wytwórnia: Universal | 4                 | 4                 | Platyna    | 6.000        |
| 2017 | Mat’ srdce - Data wydania: 1 czerwca 2017 - Wytwórnia:                          | 4                 | 29                | 3x Platyna | 12.000       |
| 2020 | Snivanky - Data wydania: 11 marca 2020 - Wytwórnia:                             | 75                | –                 | –          | –            |

### Albumy kompilacyjne
| Rok  | Tytuł                                                           | Najwyższe miejsce | Certyfikat         | Sprzedaż      |
| Rok  | Tytuł                                                           | CZE SVK           | Certyfikat         | Sprzedaż      |
| ---- | --------------------------------------------------------------- | ----------------- | ------------------ | ------------- |
| 2014 | Tie naj - Data wydania: 3 listopada 2014 - Wytwórnia: Universal | 24                | 5x Platyna Platyna | 30.000 12.000 |

### Single
| Rok                                                      | Singiel                                | Miejsce | Miejsce | Miejsce | Album                    |
| Rok                                                      | Singiel                                | CZE     | SVK     | PRO     | Album                    |
| -------------------------------------------------------- | -------------------------------------- | ------- | ------- | ------- | ------------------------ |
| 2007                                                     | „Som tvoja” (z Opakiem)                | –       | 34      | –       | ....ešte váham           |
| 2008                                                     | „Vráť mi tie hviezdy”                  | –       | 6       | –       | ....ešte váham           |
| 2008                                                     | „Zmrzlina” (z Victorią)                | –       | 36      | –       | ....ešte váham           |
| 2008                                                     | „Ešte váham”                           | –       | 6       | –       | ....ešte váham           |
| 2009                                                     | „Stonka”                               | 28      | 4       | –       | V sieti ťa mám           |
| 2010                                                     | „Horehronie”                           | 33      | 1       | –       | V sieti ťa mám           |
| 2010                                                     | „Tak si pustím svoj song”              | –       | 27      | –       | V sieti ťa mám           |
| 2010                                                     | „V sieti ťa mám”                       | 17      | 1       | –       | V sieti ťa mám           |
| 2011                                                     | „Pri oltári”                           | 30      | 10      | –       | V sieti ťa mám           |
| 2011                                                     | „Life is a Game”                       | –       | 13      | –       | –                        |
| 2011                                                     | „Tajná láska”                          | –       | 63      | –       | V sieti ťa mám           |
| 2012                                                     | „Jabĺčko”                              | 24      | –       | –       | Na slnečnej strane sveta |
| 2012                                                     | „Viem lebo viem”                       | –       | 53      | –       | Na slnečnej strane sveta |
| 2013                                                     | „Život je vždy fajn”                   | 93      | 68      | –       | Tie naj                  |
| 2013                                                     | „Odpúšťam”                             | –       | –       | –       | Na slnečnej strane sveta |
| 2013                                                     | „Rozchodový Reggaeton”                 | 68      | 100     | –       | Tie naj                  |
| 2014                                                     | „Letím v duši”                         | –       | –       | –       | Mat’ srdce               |
| 2014                                                     | „Obyčajná žena”                        | –       | –       | –       | –                        |
| 2014                                                     | „Navždy”                               | –       | 67      | 12      | Tie naj                  |
| 2015                                                     | „No.1”                                 | –       | 52      | 7       | Mat’ srdce               |
| 2015                                                     | „Ta Ne”                                | –       | 32      | 3       | Tie naj                  |
| 2015                                                     | „Na vysokej skale” (z Robo Grigorovem) | –       | 54      | –       | Mat’ srdce               |
| 2015                                                     | „Na bieleho koňa”                      | –       | 47      | –       | Mat’ srdce               |
| 2016                                                     | „Si pre mňa best”                      | –       | 43      | 9       | Mat’ srdce               |
| 2016                                                     | „Láska bombová”                        | –       | 39      | –       | Mat’ srdce               |
| 2017                                                     | „Mať srdce”                            | –       | 72      | –       | Mat’ srdce               |
| 2017                                                     | „Zradila nás chémia”                   | –       | –       | –       | Mat’ srdce               |
| „–” oznacza, że singel nie był notowany na danej liście. |                                        |         |         |         |                          |

### Występy gościnne
| Rok  | Singiel                                         | miejsce | miejsce | Album      |
| Rok  | Singiel                                         | CZE     | SVK     | Album      |
| ---- | ----------------------------------------------- | ------- | ------- | ---------- |
| 2013 | „Flash” (Sceepo gościnnie Kristína)             | –       | –       | Flash – EP |
| 2022 | „Vánoční přání” (David Deyl gościnnie Kristína) | 76      | –       | –          |

### Inne notowane utwory
| Rok  | Singiel           | miejsce | miejsce | Album          |
| Rok  | Singiel           | CZE     | SVK     | Album          |
| ---- | ----------------- | ------- | ------- | -------------- |
| 2010 | „Vianočná Nálada” | –       | 10      | V sieti ťa mám |
| 2016 | „Vianočná jahoda” | –       | 99      | Mat’ srdce     |
| 2018 | „Poďme do hory”   | –       | 49      | Mat’ srdce     |

### Teledyski
| Rok  | Tytuł                            | Album                    |
| ---- | -------------------------------- | ------------------------ |
| 2007 | „Som tvoja” (z Opak)             | ....ešte váham           |
| 2008 | „Vráť mi tie hviezdy”            | ....ešte váham           |
| 2008 | „Zmrzlina” (z Victoria)          | ....ešte váham           |
| 2009 | „Ešte váham”                     | ....ešte váham           |
| 2010 | „Horehronie”                     | V sieti ťa mám           |
| 2010 | „Tak si pustím svoj song”        | V sieti ťa mám           |
| 2010 | „V sieti ťa mám”                 | V sieti ťa mám           |
| 2011 | „Life is a Game”                 | -                        |
| 2011 | „Pri oltári”                     | V sieti ťa mám           |
| 2012 | „Jabĺčko”                        | Na slnečnej strane sveta |
| 2012 | „Viem lebo viem”                 | Na slnečnej strane sveta |
| 2013 | „Rozchodový Reggaeton”           | Tie naj                  |
| 2014 | „Navždy”                         | Tie naj                  |
| 2015 | „No.1”                           | Mat’ srdce               |
| 2015 | „Ta Ne”                          | Tie naj                  |
| 2015 | „Na bieleho koňa”                | Mat’ srdce               |
| 2016 | „Si pre mňa best”                | Mat’ srdce               |
| 2016 | „Vianočná jahoda”                | Mat’ srdce               |
| 2017 | „Láska bombová”                  | Mat’ srdce               |
| 2017 | „Mať srdce”                      | Mat’ srdce               |
| 2017 | „Zradila nás chémia”             | Mat’ srdce               |
| 2017 | „Sympatie”                       | -                        |
| 2019 | „Stále ťa mať” (z David Gránský) | -                        |
| 2020 | „Na dlani” (z Michal David)      | -                        |
| 2022 | „Vánoční přání” (z David Deyl)   | -                        |

## Trasy koncertowe
| Rok  | Nazwa                     | Promowane albumy         | Miejsce          |
| ---- | ------------------------- | ------------------------ | ---------------- |
| 2012 | Horehronie Tour 2012      | Na slnečnej strane sveta | Czechy           |
| 2013 | Horehronie Tour 2013      | Na slnečnej strane sveta | Czechy           |
| 2014 | Horehronie Tour 2014      | Tie naj                  | Czechy, Słowacja |
| 2015 | Horehronie Tour 2015      | Tie naj                  | Czechy, Słowacja |
| 2016 | Kristína & Band Tour 2016 | Tie naj                  | Czechy, Słowacja |